# Right Here Right Now Tour
Il Right Here Right Now Tour fu un tour effettuato dal gruppo musicale Van Halen nel 1993 per promuovere il suo doppio album dal vivo Live: Right Here, Right Now.
Si tratta del tour più breve che vide come protagonista la band, essendo stato intrapreso il 7 gennaio 1993 e conclusosi il 18 agosto 1993.

## Scaletta
1. Poundcake
2. Judgement Day
3. Runaround
4. When It's Love
5. assolo di chitarra
6. One Way to Rock
7. assolo di basso
8. Pleasure Dome
9. assolo di batteria
10. Panama
11. Right Now
12. Why Can't This Be Love?
13. Finish What Ya Started
14. Eagles Fly
15. assolo di chitarra
16. Unchained
17. Best of Both Worlds
18. Top of The World
19. Ain't Talkin' 'bout Love
20. Jump
21. You Really Got Me

## Brani eseguiti occasionalmente
1. Dreams
2. Won't Get Fooled Again
3. 316
4. 5150
5. Mine All Mine
6. Love Walks In
7. So This Is Love?
8. Purple Haze
9. Rockin' In The Free World